# فلسطين في بطولة العالم للألعاب المائية 2019
نافست دولة فلسطين في بطولة العالم للألعاب المائية 2019 والتي جرت في غوانغجو، كوريا الجنوبية خلال الفترة من 12 إلى 28 يوليو 2019.

## السباحة
نافست فلسطين بسباحين.
رجال
| اللاعب     | المنافسة        | الدور الأول | الدور الأول | الدور قبل النهائي | الدور قبل النهائي | الدور النهائي | الدور النهائي |
| اللاعب     | المنافسة        | وقت         | مرتبة       | وقت               | مرتبة             | وقت           | مرتبة         |
| ---------- | --------------- | ----------- | ----------- | ----------------- | ----------------- | ------------- | ------------- |
| نبيل حاطوم | 50 متر حرة رجال | 25.42       | 103         | لم يتأهل          | لم يتأهل          | لم يتأهل      | لم يتأهل      |

سيدات
| اللاعبة   | المنافسة           | الدور الأول | الدور الأول | الدور قبل النهائي | الدور قبل النهائي | الدور النهائي | الدور النهائي |
| اللاعبة   | المنافسة           | وقت         | مرتبة       | وقت               | مرتبة             | وقت           | مرتبة         |
| --------- | ------------------ | ----------- | ----------- | ----------------- | ----------------- | ------------- | ------------- |
| دانيا نور | 50 متر حرة سيدات   | 30.46       | 84          | لم تتأهل          | لم تتأهل          | لم تتأهل      | لم تتأهل      |
| دانيا نور | 50 متر فراشة سيدات | 34.30       | 60          | لم تتأهل          | لم تتأهل          | لم تتأهل      | لم تتأهل      |